# Гастон (стрип)
Гастон, или Гаша Шепртља у српском преводу, је белгијски хумористички стрип кога је креирао Андре Франкен у стрипском магазину Спиру (Le journal de Spirou), где се први пут појавио 28. фебруара 1957. године. Изворни назив на француском је Gaston Lagaffe.
У Србији се непрекидно објављује од 1965. године у часописима и албумима и представља један од најпопуларнијих страних стрипова.
По избору читалаца, „Гаша Шепртља“ је увршћен у Мондов списак 100 најбољих књига 20. века“.

## Радња
Стрип прати догодовштине главног јунака који ради у редакцији магазина који се зове управо Спиру, а већина штосова се заснива на његовој лењости и забушавању, и/или проналажењу разноразних „корисних“ алатки које би убрзале продукцију магазина или су нешто сасвим невезано са радом редакције, али по правилу се заврше правим катастрофама: поплавом, пожаром или уништавањем редакције.

## Ликови
- Гаша: насловни јунак. Он не мари много за изглед, те тако увек има разбарушену косу, отрцани џемпер и старе патике. Његов посао у редакцији Спируа је да одговара на пошту читалаца, али због његове склоности ка забушавању у стрипу се често спомиње закаснела пошта на коју Гаша треба да одговори. Он више воли да проводи време мајсторишући, правећи палачинке, дописујући се са другаром Жићом који ради у предузећу преко пута, или једноставно спавајући.
- Жмурко: један од Гашиних колега који је сушта супротност Гаши — вредан је и воли свој посао. Гаша га често доводи до лудила својим откаченим проналасцима или неодговарањем на пошту. Често му се дешава да буде жртва Гашиних скаламерија.
- Ћира (понегде као Фантазио): лик који долази из Франкеновог серијала „Спира и Ћира“ („Спиру и Фантазио“). Испоставило се да није имао живаца да надзире Гашу па је уместо њега дошао Жмурко.
- Господин Дирко: директор магазина Спиру. Не игра значајнију улогу у стрипу, и наравно, више пута је приказан како се издире на Гашу због његових мајсторија.
- Госпо'ица Зорица: једина од чланова редакције која не критикује Гашу већ подржава сваки његов нови пројекат. То кумује и томе што је благо заљубљена у њега. И поред тога што готово сваки Гашин експеримент пропадне, она и даље убеђује и себе и њега да су његови проналасци револуционарни.
- Жића (понегде као Жиле): Гашин пријатељ и колега који ради у предузећу чија се зграда налази преко пута Гашиног. С обзиром на то да му радне навике нису много боље од Гашиних, њих двојица се често дописују, причају телефоном, а понекад користе трикове да би збунили своје колеге, углавном оне из Гашине редакције.
- Господин Гужвић: бизнисмен који треба да потпише уговор са редакцијом „Спируа“. Мада никада није прецизирано о каквом је уговору реч, сваки гег везан за њега се састоји у томе да се састане са Жмурком (раније са Ћиром), али Гаша, увек несвесно, нечим поквари целу ствар, што резултује тиме да господин Гужвић оде увређен, разочаран, а неретко и извргнут руглу, а од уговора, наравно, нема ништа.
- Остали чланови редакције: цртач Тушко, преводилац Лале, секретарице, лектор и остали, такође често буду жртве Гашиних мајсторија.

## Српски преводи
„Гаша Шепртља“ је у Србији премијерно објављен 12. октобра 1965. у новосадском часопису Панорама, и од тада је непрекидно излазио у листовима као што су Стрипотека, Екс алманах, Супер екс алманах, Мини екс, Бисер стрип, Гигант, Хорор, Стрип арт, Дистројер, Бисер стрип - Шампиони стрипа, Тотем специјал, Стрип разонода, Хит стрип, Мандрак магазин, Фри, Зенит (нови), Панишер магазин и Стрип планета, као и у осам колорних албума „Дечјих новина“ током 1980-их.
Најпопуларнији је био у преводима новосадског преводиоца Ђорђа Димитријевића (који је преводио и стрипове „Талични Том“ и „Астерикс“).
У октобру 2012, београдска издавачка кућа „Бели пут“ објавила је прве три шест књига целокупног „Гаше“, са Димитријевићевим преводом, на основу француског коначног канонског издања, укључујући табле које до сада нису објављиване у Србији. У октобру 2017. изашло је и завршних шест књига.
- Гаша Шепртља 1-4 (интеграл ), „Бели пут“. .
- Гаша Шепртља 5-7 (интеграл ), „Бели пут“. .
- Гаша Шепртља 8-10 (интеграл ), „Бели пут“. .
- Гаша Шепртља 11-13 (интеграл ), „Бели пут“ и „Дарквуд“.
- Гаша Шепртља 14-16 (интеграл ), „Бели пут“ и „Дарквуд“.
- Гаша Шепртља 17-19 (интеграл ), „Бели пут“ и „Дарквуд“.